# Depce
Depce (izvirno srbsko Депце) je naselje v Srbiji, ki upravno spada pod Občino Preševo; slednja pa je del Pčinjskega upravnega okraja.

## Demografija
V naselju živi 329 polnoletnih prebivalcev, pri čemer je njihova povprečna starost 27,0 let (27,7 pri moških in 26,4 pri ženskah). Naselje ima 79 gospodinjstev, pri čemer je povprečno število članov na gospodinjstvo 5,58.
|  |

| Demografija | Demografija     | Demografija     |
| Leto        | Št. prebivalcev | Št. prebivalcev |
| ----------- | --------------- | --------------- |
|             |                 |                 |
|             |                 |                 |
|             |                 |                 |
|             |                 |                 |
| 1948        | 663             |                 |
| 1953        | 693             |                 |
| 1961        | 758             |                 |
| 1971        | 735             |                 |
| 1981        | 587             |                 |
| 1991        | 544             | 543             |
| 2002        | 507             | 441             |
|             |                 |                 |

| Etnična sestava po popisu iz leta 2002 | Etnična sestava po popisu iz leta 2002 | Etnična sestava po popisu iz leta 2002 | Etnična sestava po popisu iz leta 2002 | Etnična sestava po popisu iz leta 2002 |
| -------------------------------------- | -------------------------------------- | -------------------------------------- | -------------------------------------- | -------------------------------------- |
| Albanci                                | Albanci                                |                                        | 423                                    | 95,91%                                 |
| Neznano                                | Neznano                                |                                        | 17                                     | 3,85%                                  |